# Sylvia Plachy
Sylvia Plachy (Boedapest, 24 mei 1943) is een Hongaars-Amerikaanse fotografe.
Plachy werd geboren in de Hongaarse hoofdstad Boedapest. Haar Joodse moeder moest onderduiken uit vrees voor de nazi-vervolging tijdens de Tweede Wereldoorlog. Haar vader was een Hongaarse katholiek van aristocratische afkomst die haar opvoedde in zijn geloof.
Plachy's familie verhuisde naar New York vanwege de Hongaarse Opstand. Daar ontmoette ze de fotograaf André Kertész, een landgenoot die haar vriend en mentor zou worden. Zij begon te fotograferen in 1964 tijdens een van haar vele reizen naar Oost-Europa.
Plachy's artikelen en portretten verschenen in The New York Times Magazine, The Village Voice, The New Yorker, Granta, Artforum, Fortune en andere tijdschriften. Haar werk werd tentoongesteld in galeries en musea in Berlijn, Boedapest, Chicago, Minneapolis, New York, Parijs en Tokio, en werd opgenomen in de collectie van het Museum of Modern Art in New York, het Minneapolis Institute of Arts, het Houston Museum of Fine Arts, en het San Francisco Museum of Modern Art.
Haar eerste boek, Sylvia Plachy's Unguided Tour, won de Infinity Award van het International Center of Photography voor de beste publicatie van 1991 Haar boek Self Portrait with Cows Going Home (2005), een persoonlijke geschiedenis van Centraal-Europa met foto's en teksten, ontving in 2004 een Golden Light Award for best book. Andere boeken die van haar werden gepubliceerd zijn: Red Light: Inside the Sex Industry met James Ridgeway (1996), Signs & Relics (2000), Out of the Corner of My Eye (2008) en Goings On About Town: Photographs for The New Yorker (2007) .
Plachy werd geëerd met een Guggenheim Fellowship (1977), een Lucie Award (2004), en de Dr Erich Salomon Award (2009).
Ze woont met haar man in New York, geeft lezingen en doceert. Plachy is de moeder van de bekende acteur Adrien Brody, van wie ze zei dat hij haar favoriete onderwerp was.